# Wienerfilharmonikernas nyårskonsert 1965
Wienerfilharmonikernas nyårskonsert 1965 räknas som den 25:e nyårskonserten från Wien och ägde rum den 1 januari 1965 i Wiens Musikverein. Den dirigerades för elfte gången av Willi Boskovsky. Det var den sjunde nyårskonserten vars 2:a del sändes på TV, och senare som en Eurovision-sändning.

## Historia
Strikt räknat var det Wienerfilharmonikernas 20:e nyårskonsert, eftersom det inte var förrän 1946 som Josef Krips introducerade denna titel, som behölls 1947 och därefter. Dessutom var det den 26:e Årsskifteskonserten, för vid årsskiftet 1939/40 gavs det en Außerordentliches Konzert (extraordinär konsert) av Wienerfilharmonikerna, som dock ägde rum på nyårsafton 1939. Från 1941 dirigerades den av Clemens Krauss, med undantag för åren 1946 och 1947 då Krauss förbjöds att dirigera på grund av sin närhet till nazistregimen och ersattes av Josef Krips.
Efter Clemens Krauss död 1954 valdes Willi Boskovsky enhälligt av orkestermedlemmarna till positionen som permanent dirigent för nyårskonserten, som han dirigerade för första gången 1955 (och fram till 1979). Willi Boskovsky är ihågkommen för att han dirigerade om inte hela, så åtminstone stora delar av konserten (mestadels valserna), med violinstråken och fiolen vilande på höften och upprepade gånger med sitt fiolspel förmådde orkestern att anamma hans speciella spelstil
förde den till hakan för att överföra sin egen violinrelaterade fart till orkestern.

## Balettinslag
Enskilda musikstycken ackompanjerades av balettinspelningar. Medlemmar ur baletten i Volksoper Wien dansade, koreografin gjordes av Dia Luca.

## TV-sändning
För sjätte året i rad sändes den andra delen av nyårskonserten på TV. Det var ett Eurovision-program gemensamt producerat av österrikiska ORF och schweizisk TV. Förutom i Österrike sändes programmet i Belgien, Västtyskland, Frankrike, Storbritannien, Italien, Nederländerna, Sverige, Schweiz, Finland, Norge, Spanien, Danmark, Luxemburg och Jugoslavien.

## Program

### 1:a delen
1. Johann Strauss den yngre: Kaiser-Walzer, op. 437
2. Eduard Strauss: Augensprache (Polka française), op. 119*
3. Josef Strauss: Plappermäulchen (Polka schnell), op. 245
4. Johann Strauss den yngre: Wo die Citronen blüh’n (Vals), op. 364
5. Josef Strauss: Arm in Arm (Polka Mazur), op. 215
6. Johann Strauss den yngre: Perpetuum mobile (Musikalischer Scherz), op. 257

### 2:a delen
1. Johann Strauss den yngre: Ouvertyr till operetten Waldmeister
2. Josef Strauss: Delirien (Vals), op. 212
3. Johann Strauss den yngre och Josef Strauss: Pizzicato-Polka
4. Johann Strauss den äldre: Loreley-Rheinklänge, op. 154*
5. Eduard Strauss: Mit Dampf (Polka schnell), op.70*
6. Johann Strauss den yngre: Fledermaus-Quadrille, op. 363*
7. Johann Strauss den yngre: Etwas Kleines (Polka française), op. 190
8. Josef Strauss: Jokey-Polka (schnell), op. 278

### Extranummer
1. Josef Strauss: Eingesendet (Polka (schnell)), op. 240
2. Johann Strauss den yngre: An der schönen blauen Donau (Vals), op. 314
3. Johann Strauss den äldre: Radetzkymarsch, op. 228

Verkförteckningen och verkens ordning finns på Wienerfilharmonikernas webbplats.
De verk markerade med * stod för första gången på programmet till en nyårskonsert.